# Kalná Roztoka
Kalná Roztoka és un poble i municipi d'Eslovàquia. Es troba a la regió de Prešov, al nord del país.

## Història
La primera referència escrita de la vila data del 1568.

## Demografia
| Godina             | 1994 | 2004    | 2014   | 2024    |
| ------------------ | ---- | ------- | ------ | ------- |
| Nombre de persones | 694  | 604     | 570    | 510     |
| Diferència         |      | −12,96% | −5,62% | −10,52% |

| Godina             | 2023 | 2024   |
| ------------------ | ---- | ------ |
| Nombre de persones | 516  | 510    |
| Diferència         |      | −1,16% |